# Valle-d'Alesani
Valle-d'Alesani är en kommun i departementet Haute-Corse på ön Korsika i Frankrike. Kommunen ligger i kantonen Orezza-Alesani som tillhör arrondissementet Corte. År 2022 hade Valle-d'Alesani 118 invånare.

## Befolkningsutveckling
Antalet invånare i kommunen Valle-d'Alesani
Referens:INSEE